# 1808 في الولايات المتحدة
فيما يلي قوائم الأحداث التي وقعت خلال عام 1808 في الولايات المتحدة.

## سياسة

### تعيين في المنصب
- 10 ديسمبر – ليفي لينكون حاكم ماساتشوستس [الإنجليزية]‏.

### انتهاء فترة المنصب
- 1 يناير – وليام ديفيز عضو مجلس نواب جورجيا.
- 19 يناير – ناثانيل ميتشيل حاكم ولاية ديلاوير [الإنجليزية]‏.
- 8 يونيو – جون كوينسي آدامز عضو مجلس الشيوخ الأمريكي.
- 14 أكتوبر – إزرائيل سميث حاكم فيرمونت [الإنجليزية]‏.
- 1 ديسمبر – وليام هنري كابيل حاكم فرجينيا [الإنجليزية]‏.
- 10 ديسمبر – جيمس سوليفان حاكم ماساتشوستس [الإنجليزية]‏.
- 20 ديسمبر – توماس ماكين حاكم ولاية بنسلفانيا [الإنجليزية]‏.

## مواليد

### يناير
- 13 يناير – سلمون بورتلاند تشيس سياسي أمريكي.[1]

### مارس
- 29 مارس – جون مكيون سياسي أمريكي.[2]

### أبريل
- 14 أبريل – ويليام مارفن سياسي أمريكي.[3]

### يونيو
- 3 يونيو – جيفيرسون ديفيس سياسي أمريكي.[4]
- 10 يونيو – ديفيد دبليو ديكنسون سياسي أمريكي.[5]
- 21 يونيو – جون ووكر دانا سياسي أمريكي.[6]

### يوليو
- 10 يوليو – سولمون نورثوب كاتب من الولايات المتحدة الأمريكية.[7]

### أغسطس
- 3 أغسطس – هاميلتون فيش سياسي أمريكي.[8]

### ديسمبر
- 7 ديسمبر – هيو مكولوتش سياسي أمريكي.[9]
- 16 ديسمبر – جون كاميرون لوري
- 29 ديسمبر – أندرو جونسون

## وفيات

### أبريل
- 18 أبريل – كارتر باسيت هاريسون (مواليد 1756) سياسي من الولايات المتحدة الأمريكية.

### يوليو
- 11 يوليو – وليم شيبن (مواليد 1736)[10]

### سبتمبر
- 17 سبتمبر – بنيامين بورن (مواليد 1755) سياسي أمريكي.[11]

### ديسمبر
- 10 ديسمبر – جيمس سوليفان (مواليد 1744)[12]